# São Raimundo Esporte Clube (Santarém)
Il São Raimundo Esporte Clube, noto anche semplicemente come São Raimundo, è una società calcistica brasiliana con sede nella città di Santarém, nello stato del Pará.

## Storia
Il São Raimundo Esporte Clube è stato fondato il 9 gennaio 1944 da un gruppo di calciatori dilettanti. Il nome del club è un riferimento a San Raimondo Nonnato. Il São Raimundo ha partecipato al Campeonato Brasileiro Série C nel 2005, dove è stato eliminato alla seconda fase dal Nacional dello stato dell'Amazonas. Nel 2009 è stato finalista del Campionato Paraense, perdendo la finale per il titolo contro il Paysandu. Il São Raimundo ha partecipato al Campeonato Brasileiro Série D nel 2009, vincendo la competizione dopo aver battuto in finale il Macaé.

## Palmarès

### Competizioni nazionali
- Campeonato Brasileiro Série D: 1

2009